# Martijanec
Martijanec je opčina ve Varaždinské župě v Chorvatsku. Opčinu tvoří 11 sídel. V roce 2011 žilo v celé opčině 3 843 obyvatel, v samotné vesnici Martijanec 423 obyvatel.

## Části opčiny
- Čičkovina
- Gornji Martijanec
- Hrastovljan
- Križovljan
- Madaraševec
- Martijanec
- Poljanec
- Rivalno
- Slanje
- Sudovčina
- Vrbanovec